# Ле Руа, Жюльен-Давид
Жюльен-Давид Ле Руа, или Леруа (фр. Julien-David Le Roy / Leroy; 6 мая 1724, Париж — 28 января 1803, Париж) — французский архитектор и археолог XVIII века, соперничавший с британцами Джеймсом Стюартом и Николасом Реветтом за право опубликовать первое профессиональное описание афинского Акрополя после работы Антуана Дегодеца, написанной в начале 1682 года. Леруа удалось напечатать свои «Руины самых красивых памятников Греции» в 1758 году, на четыре года раньше публикации Стюарта и Реветта.

## Биография
Жюльен-Давид Ле Руа был сыном придворного часовщика Жюльена Ле Руа. У него было три брата: Пьер (1717—1785), также мастер-часовщик, Жан-Батист (1720—1800), физик и учёный-энциклопедист, и Шарль (1726—1779), медик и энциклопедист.
Жюльен-Давид изучал архитектуру у Жака-Франсуа Блонделя Младшего (le petit Blondel) и отправился в Рим по стипендии Королевской академии живописи и скульптуры, жил и работал в Италии в 1751—1754 годах.
Архитектурные идеи Ле Руа были воплощены в церкви Святой Женевьевы, работу над проектом которой возглавлял его друг Жак-Жермен Суффло. Ле Руа был непосредственным консультантом Суффло по философии и истории архитектуры и предоставил ему классическую схему основных типов христианских церквей, решив проблему объединения купола с крестообразным планом церкви.
Архитектору покровительствовал Марк-Рене Войе д’Аржансон, маркиз де Войе (1722—1782), для которого он работал в 1760-х годах в его отеле де Войе в Париже, недалеко от Пале-Рояля. В 1786 году Ле Руа был избран членом Американского философского общества.
Архитекторы-рисовальщики Стюарт и Реветт стали исследовать Афины с 1748 года, но у Ле Руа было преимущество в доступе к греческим руинам из-за хороших отношений между Францией и Османской империей. Исследования Ле Руа, поддержанные графом де Келюсом и его художественным кружком, привлекли лучших гравёров и архитекторов для создания иллюстраций к его публикации и стали своего рода национальным проектом дореволюционной Франции. Ле Руа провёл в Афинах всего три месяца (по сравнению с тремя годами, которые провели Стюарт и Реветт); однако он исследовал греческие памятники в широком культурном контексте, сравнивая их с римским наследием, и отправился в Константинополь, чтобы изучить византийское развитие греческой традиции.
Ле Руа поспешил напечатать свои «Руины самых красивых памятников Греции» в 1758 году. Стюарт и Реветт отложили свой первый том до 1762 года и обескуражили своих читателей, заполнив его менее значительными памятниками вместо ожидаемого Парфенона. Задержка дала им время изучить книгу Ле Руа и указать на её слабые стороны и ошибки в последующей резкой критике. Второе издание книги было опубликовано в 1770 году и было разделено на две части: историческую и теоретическую. Во второй части Ле Руа провёл анализ изученных памятников Афин. Успех его работы оттолкнул не только британцев, которые резко критиковали его книгу и в её теоретической части, но также и Пиранези, который посчитал работу француза угрозой своей национальной гордости.
Включившись в начавшуюся теоретическую дискуссию, Ле Руа назвал «идеалом» всех времён искусство эпохи Перикла. Высокий авторитет Ле Руа как специалиста по античной архитектуре выразился во влиянии архитектора на последующие научные исследования. Томас Мэйджор ссылался на исследования Ле Руа в издании «Руины Пестума» (1768); Жак-Франсуа Блондель использовал его идеи в главе о происхождении архитектурных ордеров в первом томе своего издания «Курс гражданской архитектуры» (1771).
В отличие от британцев, которые стали копировать древнегреческие образцы в новых зданиях, Ле Руа придерживался своего мнения, что архитектура всегда следует за эволюцией общества, и никогда не намеревался имитировать эти античные модели в камне. Его книга в конечном итоге оказала большее влияние на практическую архитектуру, чем исследования Стюарта и Реветта, в частности, положив начало современной традиции использования колоннад в архитектуре европейского неоклассицизма.
Оба проекта, британские и французские, начинались как простые попытки расширить знания о греческих древностях, а в конечном итоге переросли в сравнительный дискурс римского и греческого искусства, положив начало широкой дискуссии об их относительных достоинствах.

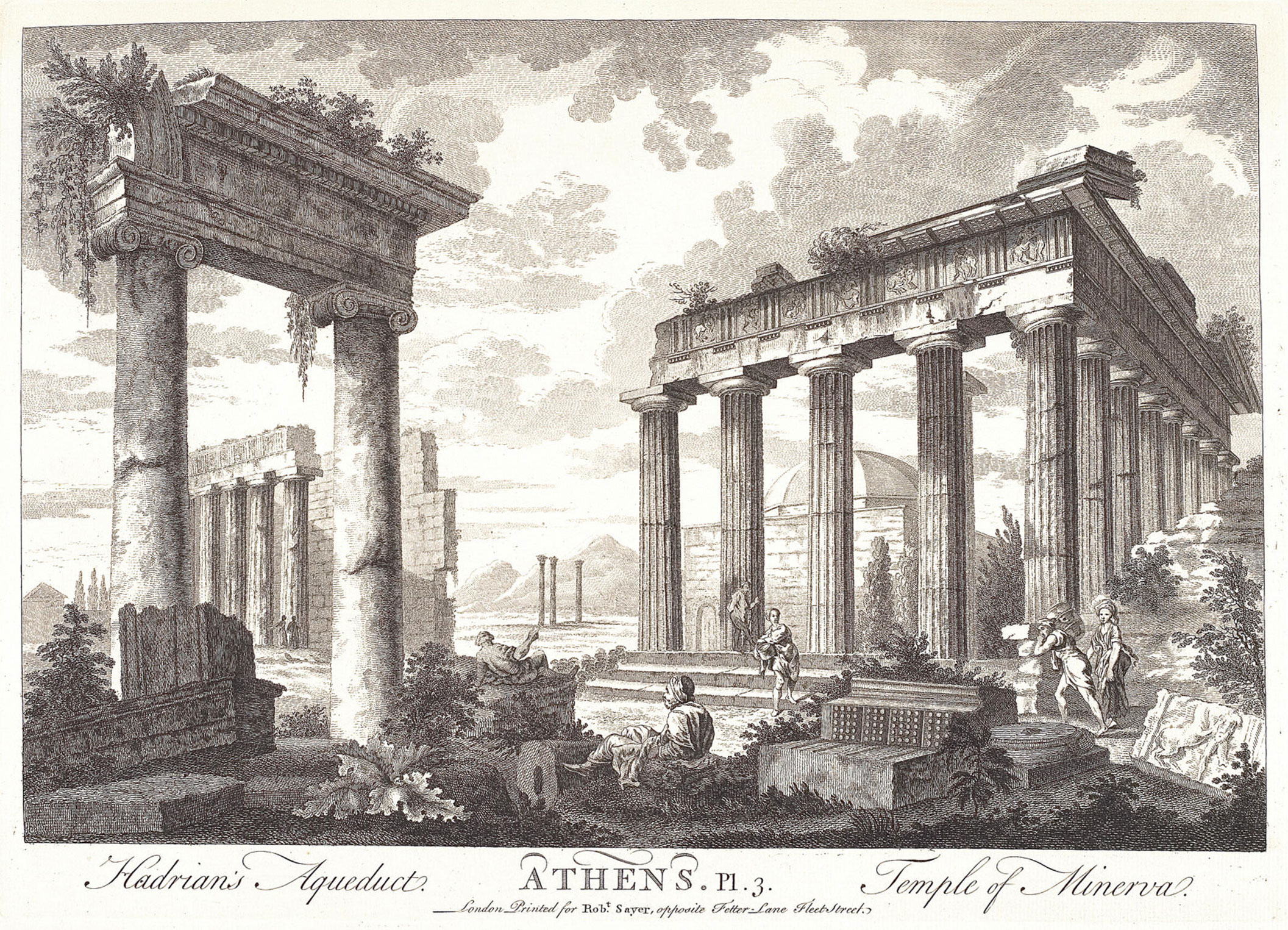
Храм Минервы. 1758. Офорт из серии «Руины самых красивых памятников Греции»
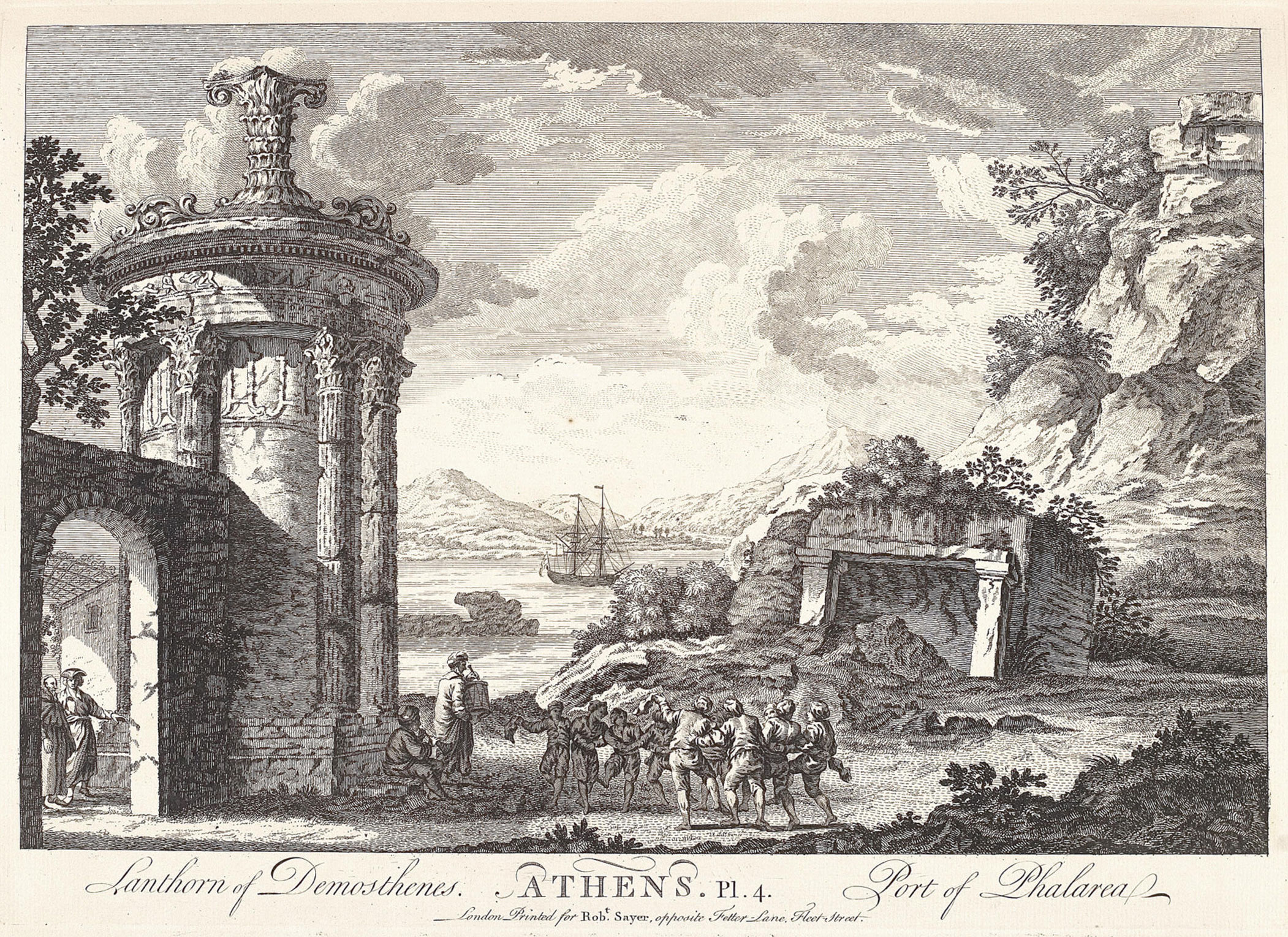
Лантерна Демосфена и порт Фалер. 1758. Офорт из серии «Руины самых красивых памятников Греции»
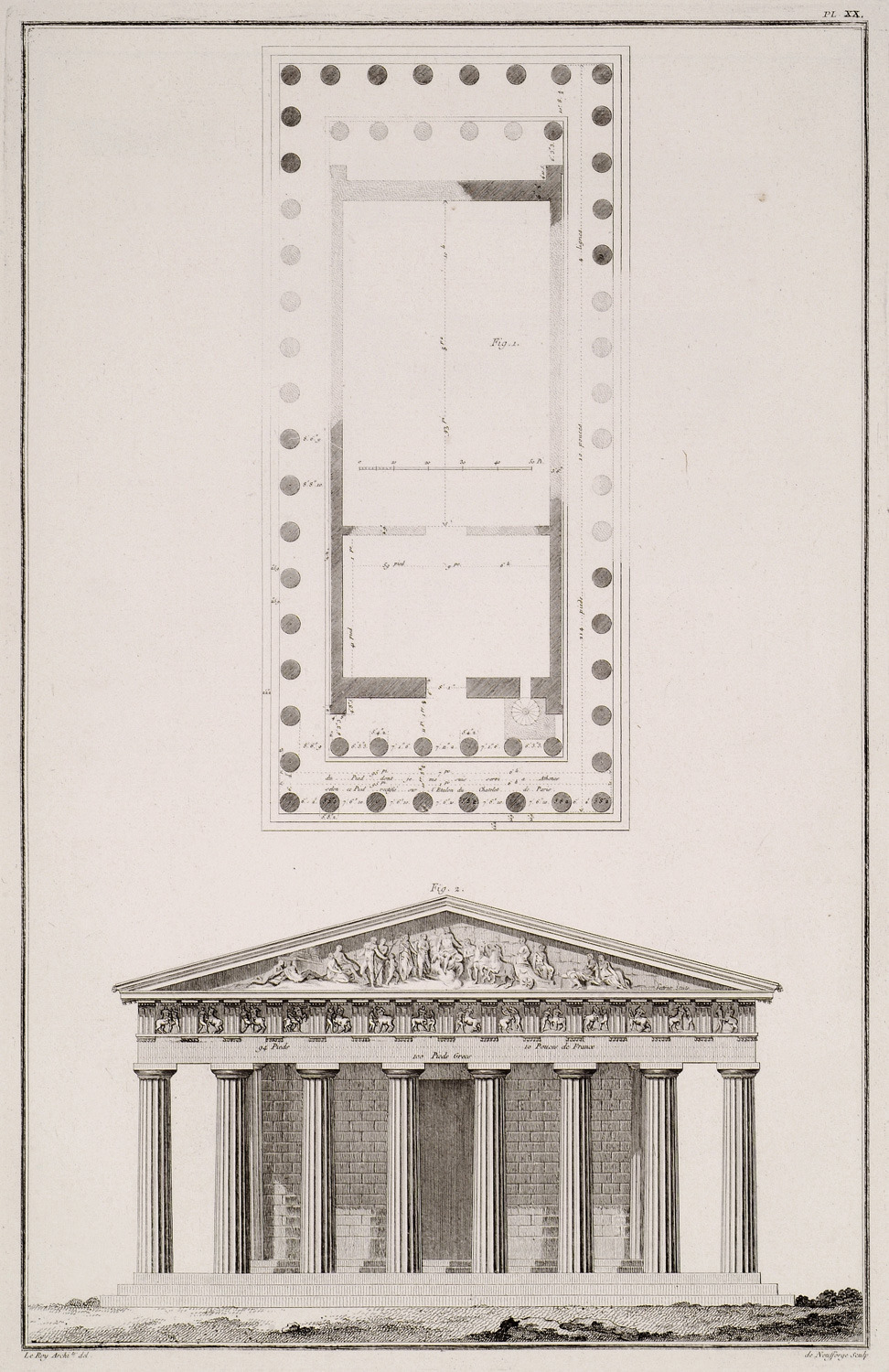
Парфенон. План и западный фасад храма. 1770. Офорт
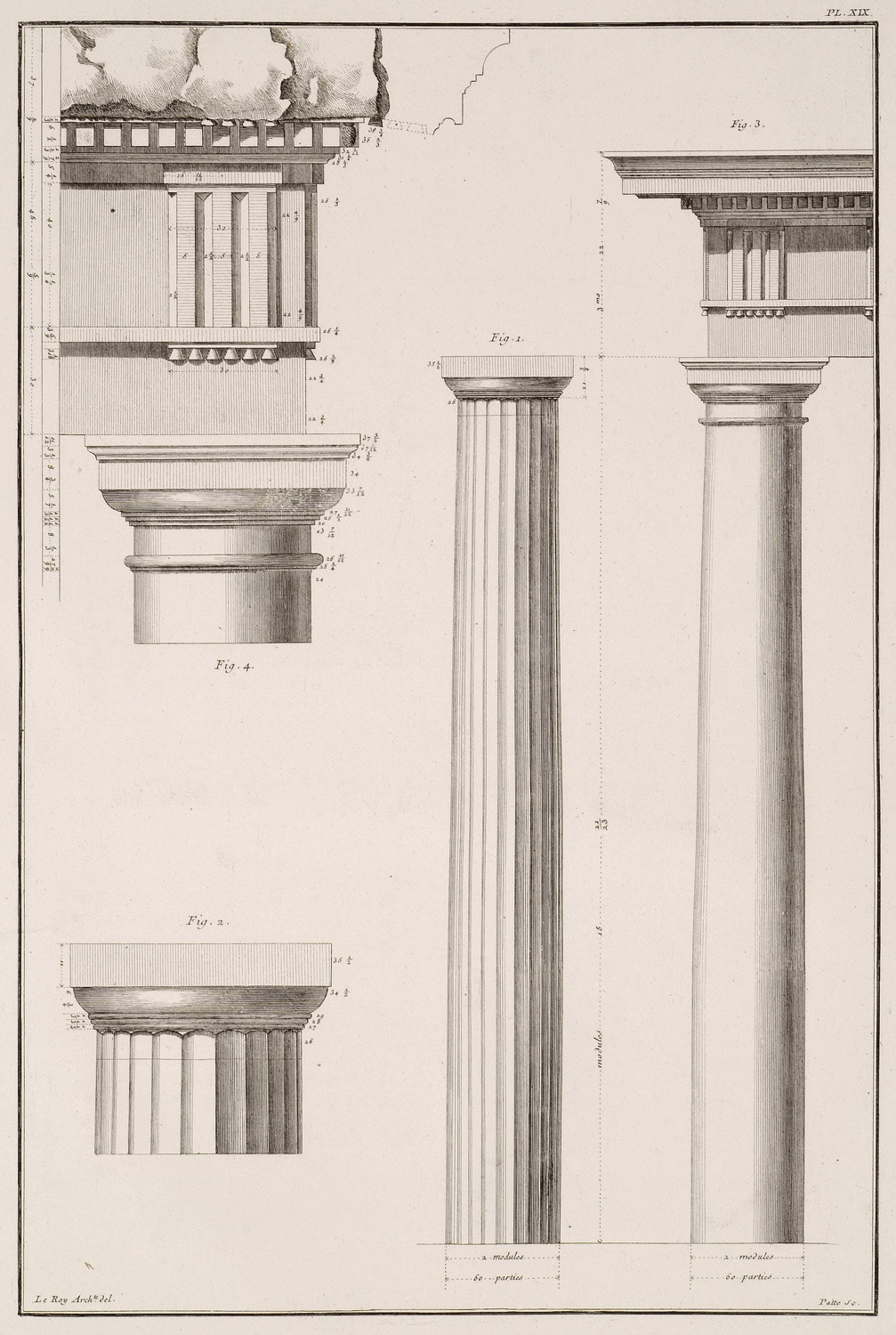
Колонны и антаблемент дорического ордера. 1770. Офорт
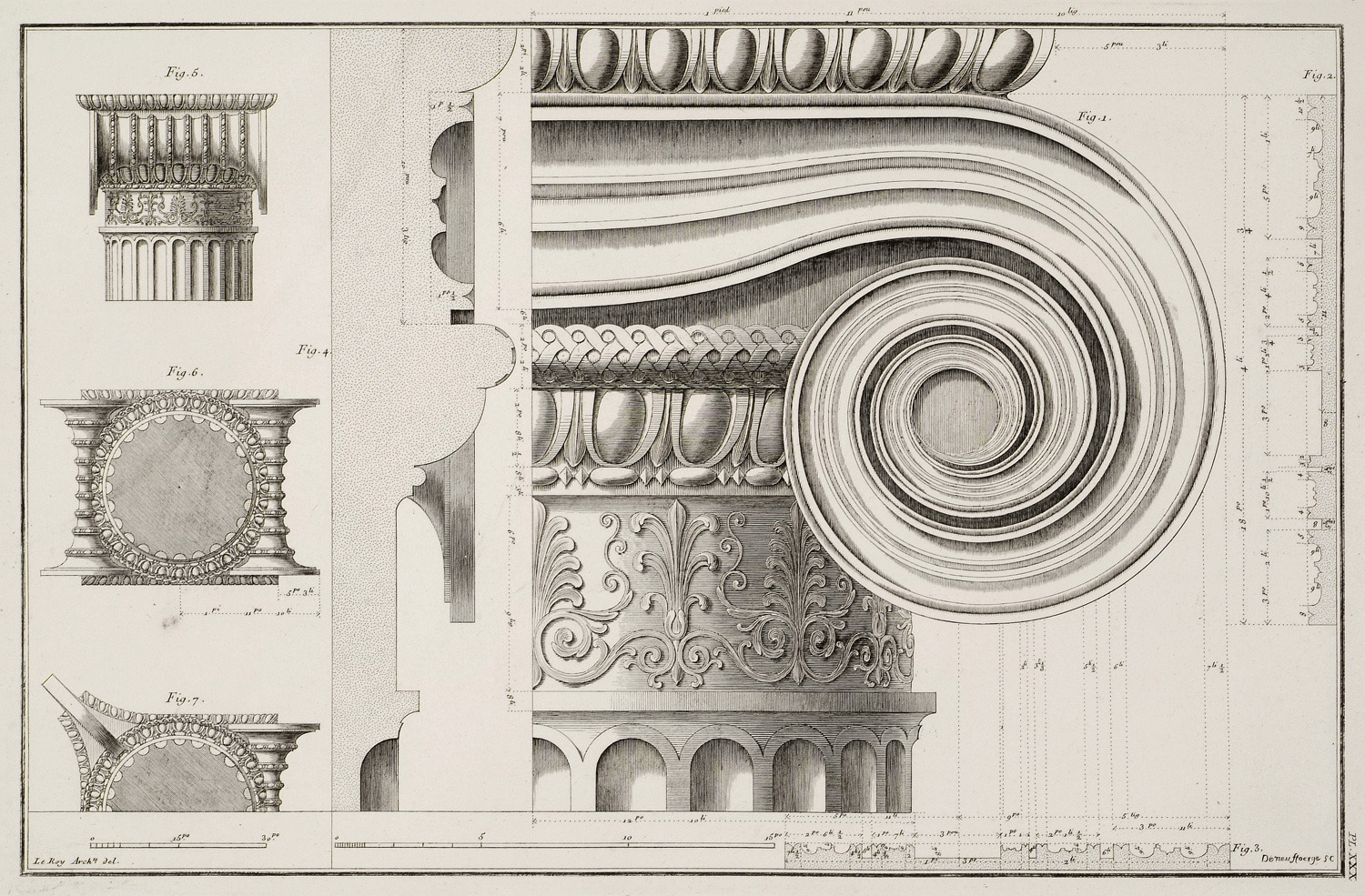
Эрехтейон. Ионическая капитель и гелика. 1770. Офорт
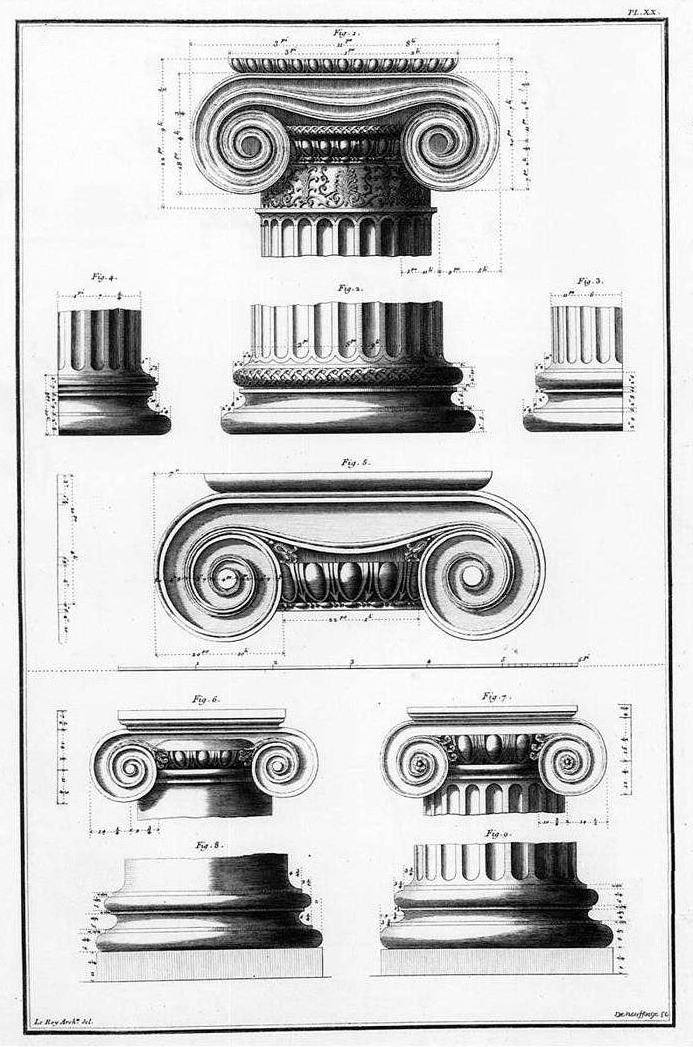
Ионический ордер. 1770. Офорт
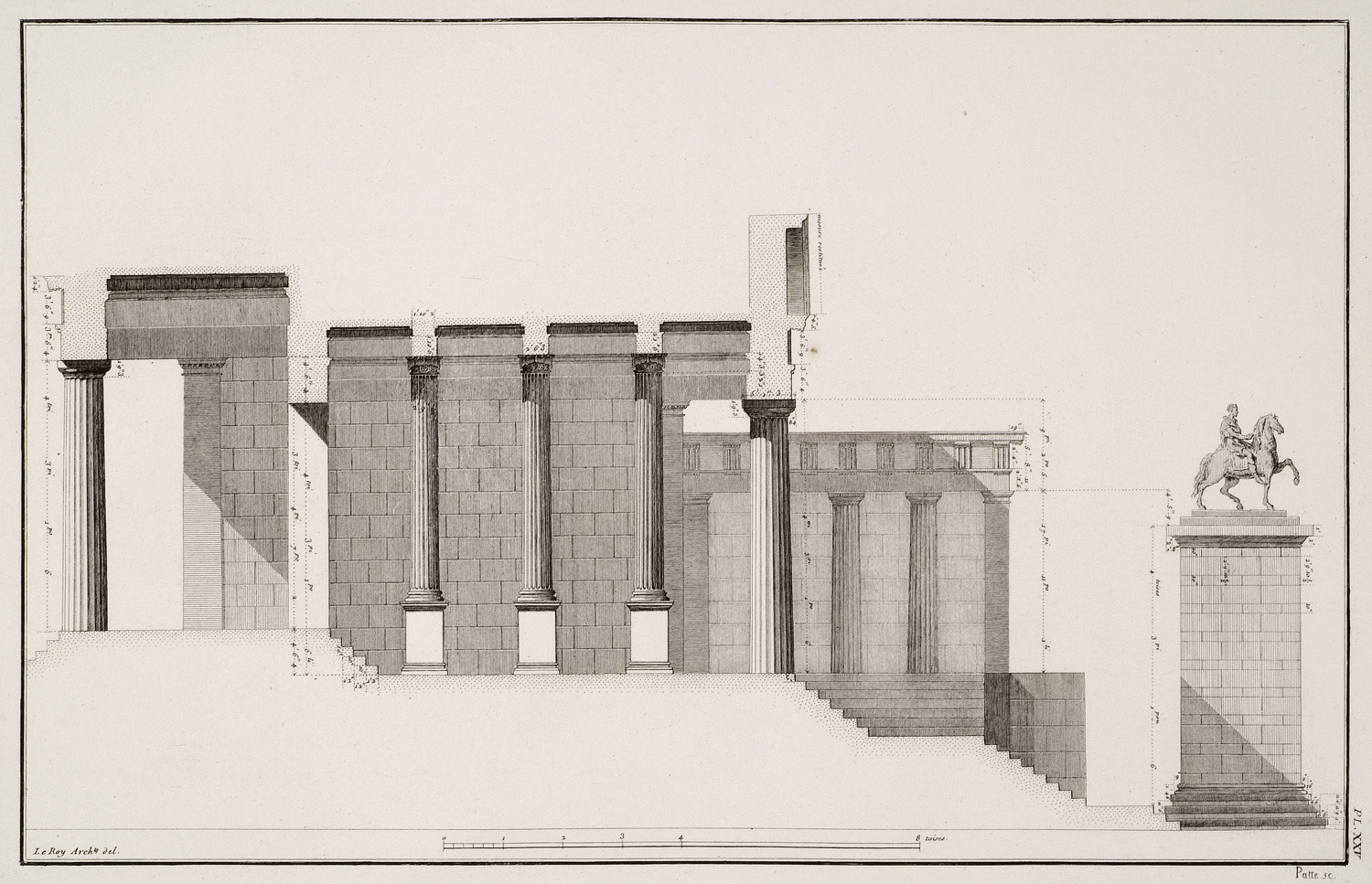
Пропилеи афинского Акрополя. Реконструкция. 1770. Офорт
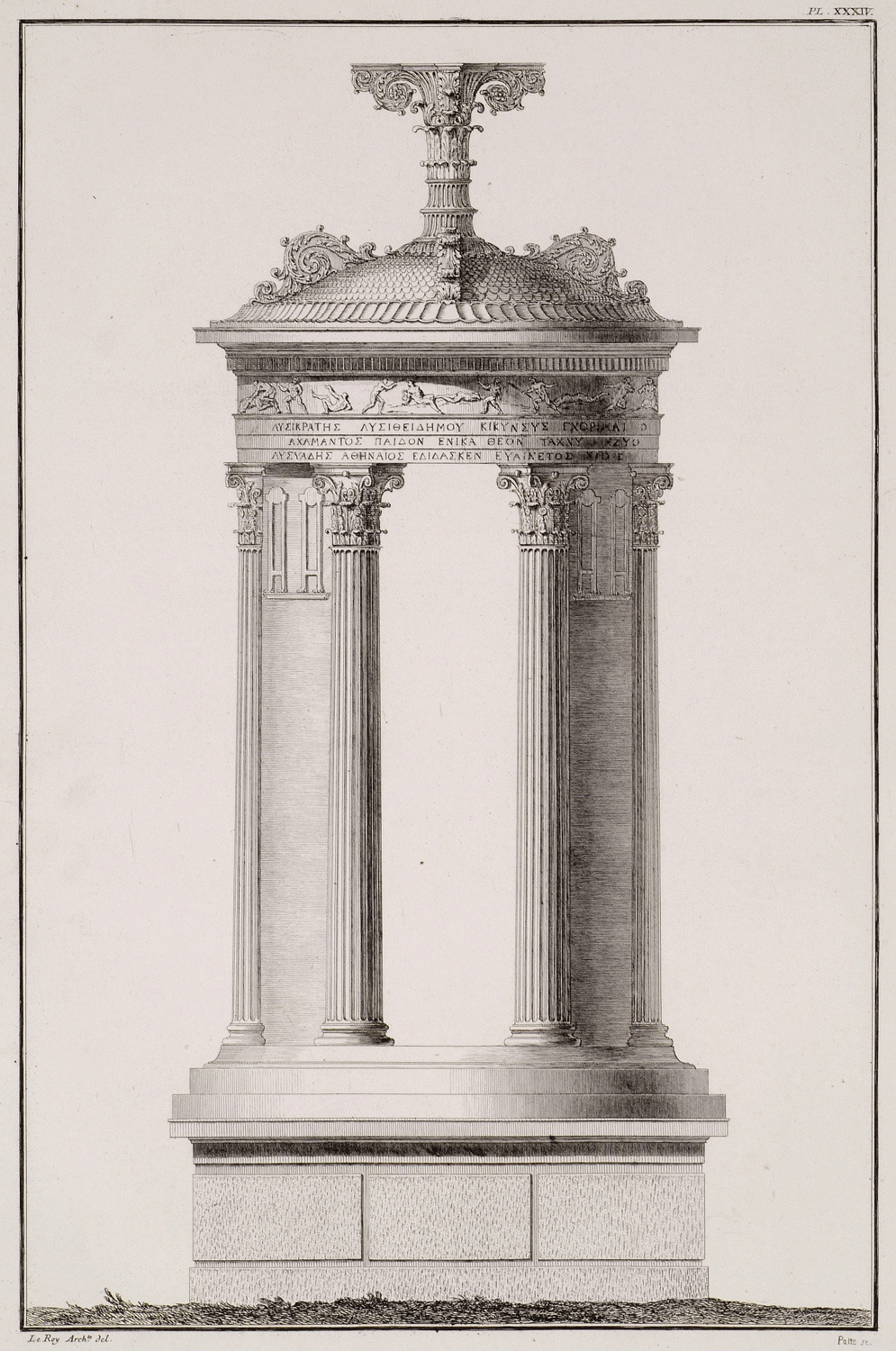
Вид хорегического памятника Лисикрата в Афинах. 1770. Офорт